# Maciej Giertych
Maciej Marian Giertych (ur. 24 marca 1936 w Warszawie) – polski polityk i naukowiec, profesor nauk leśnych. Członek Rady Konsultacyjnej przy przewodniczącym Rady Państwa (1986–1989), członek i wiceprzewodniczący Prymasowskiej Rady Społecznej (1986–1989), poseł na Sejm IV kadencji (2001–2004), deputowany do Parlamentu Europejskiego V i VI kadencji (2004–2009). Specjalista w zakresie dendrologii (fizjologia drzew, genetyka populacyjna drzew leśnych), autor ponad 200 publikacji naukowych z tego zakresu, członek Komitetu Nauk Leśnych PAN.

## Życiorys

### Wykształcenie i działalność naukowa
Po powstaniu warszawskim Niemcy spalili dom, w którym mieszkał wraz z rodziną. W 1945 jego ojciec przyjechał do Polski, po czym cała rodzina wyjechała do brytyjskiej strefy okupacyjnej Niemiec, skąd następnie wyemigrowała do Wielkiej Brytanii. W czasach szkolnych i studenckich działał w harcerstwie, w latach 1953–1954 był p.o. hufcowego hufca szkolnego Białowieża, a w latach 1955–1958 drużynowym drużyny szkolnej w gimnazjum w Henley koło Oksfordu.
Od 1954 do 1958 odbył studia z nauk leśnych na Uniwersytecie w Oksfordzie (licencjat i magisterium), gdzie założył Polish Students Club i szkołę sobotnią języka polskiego przy polskiej parafii w Oksfordzie, w której uczył w latach 1955–1958. W latach 1958–1962 działał w Polskim Klubie Studentów na Uniwersytecie Toronto, był redaktorem biuletynu klubu (PSC Bulletin), w Toronto uzyskał również doktorat (PhD).
W 1962 powrócił do kraju z emigracji. Podjął pracę w Instytucie Dendrologii PAN w Kórniku pod Poznaniem. W 1970 uzyskał habilitację z genetyki drzew na Akademii Rolniczej w Poznaniu, w 1981 został profesorem nadzwyczajnym, a w 1989 profesorem zwyczajnym w zakresie nauk leśnych. Pisywał w prasie („Horyzonty”, „Opoka”), zajmował się kolportażem w środowiskach narodowych emigracyjnych publikacji, m.in. książek wydawanych przez Jędrzeja Giertycha. W latach 1976–1993 wykładał genetykę populacyjną na Uniwersytecie Mikołaja Kopernika w Toruniu.
W latach 1986–1989 był członkiem i wiceprzewodniczącym Prymasowskiej Rady Społecznej. W 1987 na zaproszenie papieża Jana Pawła II uczestniczył jako świecki audytor w pracach Synodu Biskupów na temat roli laikatu w Kościele katolickim i świecie. Współuczestniczył w przygotowaniu materiałów na tym synodzie do adhortacji apostolskiej Christifideles laici ogłoszonej przez Jana Pawła II 30 grudnia 1988.

### Działalność publiczna w PRL
W okresie PRL nie należał do żadnej organizacji politycznej ani społecznej. W 1981 poparł wprowadzenie stanu wojennego, tłumacząc, że jest to jedyny sposób na uniknięcie inwazji radzieckiej. W związku z tym rozsyłał listy nakłaniające do poparcia tej decyzji. Odmówił natomiast przystąpienia do Patriotycznego Ruchu Odrodzenia Narodowego, do czego namawiał go Jan Dobraczyński. Za zgodą Józefa Glempa wraz z Władysławem Siła-Nowickim reprezentował stronę opozycyjną w Radzie Konsultacyjnej przy przewodniczącym Rady Państwa (wówczas Wojciechu Jaruzelskim), której był członkiem w latach 1986–1989. Przestrzegał w niej przed istniejącym jego zdaniem zagrożeniem zachodnioniemieckim. Krytykował wówczas wywodzący się z KOR-u odłam opozycji solidarnościowej (z Jackiem Kuroniem i Adamem Michnikiem) jako „służący niepolskim interesom”.
Był obiektem zainteresowania ze strony służb specjalnych PRL. W 2005 otrzymał nadany decyzją prezesa IPN status pokrzywdzonego.

### Działalność publiczna w III RP
W 1989 zakładał Stronnictwo Narodowe, odwołujące się nazwą do przedwojennej partii politycznej. Został redaktorem naczelnym pisma „Opoka w Kraju”.
Bez powodzenia ubiegał się o mandat poselski: w 1991 z listy SN, a w 1997 z listy Bloku dla Polski. W wyborach parlamentarnych w 1993 bezskutecznie kandydował do Senatu z ramienia Narodowego Komitetu Wyborców w województwie łomżyńskim. Posłem został w 2001 z okręgu poznańskiego z listy Ligi Polskich Rodzin (otrzymał 10 119 głosów). Od czerwca 2003 znajdował się w grupie polskich parlamentarzystów, którzy uczestniczyli w pracach Parlamentu Europejskiego jako obserwatorzy. 1 maja 2004, w dniu wstąpienia Polski do Unii Europejskiej, został europosłem w ramach delegacji krajowej na czas do końca V kadencji. W wyborach do Parlamentu Europejskiego przeprowadzonych w czerwcu 2004 jako kandydat LPR uzyskał 68 953 głosy, uzyskując mandat europosła VI kadencji w województwie śląskim. Należał do frakcji Niepodległość i Demokracja, później został posłem niezrzeszonym. Jako europarlamentarzysta opublikował broszurę Wojna cywilizacji w Europie, będącą zasadniczo promocją teorii historiozoficznych Feliksa Konecznego. Broszura spowodowała protesty wielu środowisk opiniotwórczych w Europie, ze względu na podniesienie kwestii etniczno-kulturowych, odczytanych przez te środowiska jako rasistowskie i antysemickie.
W 2005 był oficjalnym kandydatem Ligi Polskich Rodzin w wyborach prezydenckich, poparcia udzieliła mu także Młodzież Wszechpolska. Sztab wyborczy został zarejestrowany 8 czerwca 2005. Kandydat zrezygnował z udziału w wyborach 4 października tego samego roku. W 2009 nie ubiegał się o reelekcję w wyborach europejskich. W 2008 i w latach 2010–2013 stał na czele rady politycznej LPR, a w okresie 2013–2021 był przewodniczącym kongresu partii. Następnie pozostał członkiem zarządu LPR.

## Poglądy kreacjonistyczne
Głosi poglądy kreacjonistyczne, jest zwolennikiem tzw. teorii młodej Ziemi, członkiem Cercle Scientifique et Historique (zarejestrowanej w Belgii organizacji zrzeszającej kreacjonistów katolickich).
W 2006 zorganizował konferencję w Parlamencie Europejskim, na której przekonywał, że nie ma dowodów prawdziwości teorii ewolucji biologicznej i nie powinna być ona wykładana w szkołach. W swoich publikacjach i przemówieniach podaje w wątpliwość zasady teorii ewolucji. Uważa między innymi, że mutacje są szkodliwe, więc nie mogą prowadzić do wykształcenia cech przydatnych dla organizmów. Twierdzi także, że dziś obserwuje się nie ewolucję ale „dewolucję”, ponieważ dostrzega się wymieranie gatunków, a nie widzi procesu powstawania nowych organizmów wzajemnie płodnych i niezdolnych do krzyżowania się z populacją wyjściową.
Również w 2006 podczas jednego z wykładów wskazywał, że podania o smokach, występujące w wielu kulturach z różnych części świata, są poszlaką wskazującą, że dinozaury miały styczność z ludźmi. Jego poglądy stoją w opozycji do teorii ewolucji biologicznej, a także oficjalnego stanowiska biskupów polskich, których zdaniem „fundamentalistyczny kreacjonizm nie jest zgodny z nauką katolicką”.

## Publikacje
- Zagrożenia duchowe: zbiór artykułów z „Rycerza Niepokalanej”, Wydawnictwo i Drukarnia Michalineum, Warszawa 1993, ISBN 83-7019-077-4[16].
- Dmowski czy Piłsudski?, Wydawnictwo Nortom, Wrocław 1995, ISBN 978-83-85829-70-6[17].
- Nie przemogą! Antykościół, antypolonizm, masoneria, tom I, Wydawnictwo Nortom, Warszawa 1995[18].
- Nie przemogą! Antykościół, antypolonizm, masoneria, tom II, Wydawnictwo Nortom, Warszawa 1997[19].
- I tak nie przemogą! Antykościoł, antypolonizm, masoneria, Wydawnictwo Nortom, Warszawa 2000, ISBN 978-83-85829-87-4[20].
- Z nadzieją w przyszłość!, Ars Politica, Warszawa 2005, ISBN 978-83-919560-9-0[21].
- Wojna cywilizacji w Europie, Dom Wydawniczy „Ostoja”, Warszawa 2007, ISBN 978-83-60508-16-9[22].
- O ewolucji w szkołach europejskich, Dom Wydawniczy „Ostoja”, Warszawa 2008, ISBN 978-83-60048-82-5[23].
- Ewolucja. Dewolucja. Nauka, Wydawnictwo Giertych i Fronda, Warszawa 2016, ISBN 978-83-943613-0-3[24].
- Mit Piłsudskiego, Wydawnictwo Giertych, Warszawa 2017, ISBN 978-83-943613-3-4[25].
- Obóz Dmowskiego, Wydawnictwo Giertych, Warszawa 2018, ISBN 978-83-943-6138-9[26].

## Życie prywatne
Jest wnukiem inżyniera Franciszka Giertycha, synem Jędrzeja Giertycha, ojcem Romana Giertycha i Mariana Giertycha. Brat Wojciecha Giertycha, teologa Domu Papieskiego.